# Zlatan Muslimović
Zlatan Muslimović (Banja Luka, 6 maart 1981) is een Bosnisch professioneel voetballer. Hij heeft zowel de Bosnische als de Zweedse nationaliteit.

## Clubcarrière
Als tiener speelde Zlatan voor de Zweedse teams Habo IF and Husqvarna FF. Later speelde hij voor het jeugdteam van het Zweedse IFK Göteborg in 1998 and 1999. In 2000 vertrok Muslimovic naar Italië.

### Italië
Muslimovic tekende zijn eerste profcontract bij Udinese Calcio. Tijdens het seizoen 2004/2005 was hij topscorer van Serie C1/A-club Rimini, met 15 goals in 32 wedstrijden. Mede hierdoor werd zijn club kampioen en promoveerde het naar de Serie B. In 2006/2007 werd hij verhuurd aan AC Parma. In de zomer van 2007 tekende hij bij Serie A-club Atalanta Bergamo, maar van hoofdcoach Luigi Delneri kreeg hij weinig speeltijd.

### PAOK Saloniki
Op 22 juli 2008 tekende Muslimovic voor drie jaar bij het Griekse PAOK Saloniki. Het maakte veel indruk op Muslimovic dat hij bij aankomst in Thessaloniki werd onthaald door een enorme schare fans van PAOK Saloniki. Muslimovic werd een publiekslieveling en had een belangrijk aandeel in het succes van de club in de eerste maanden van het seizoen 2008/09. Zlatan scored maakte zijn eerste doelpunt voor PAOK in een vriendschappelijke wedstrijd tegen zijn oude club Udinese. Die wedstrijd werd door PAOK met 3-1 gewonnen. Zijn eerste competitietreffer scoorde hij in de thuisderby tegen AEK Athene.

## Interlandcarrière
Muslimović speelde tot dusver dertig keer voor het nationaal voetbalelftal van Bosnië en Herzegovina sinds zijn debuut in 2006 in de vriendschappelijke interland tegen Frankrijk als invaller. Ook speelde hij mee in de Euro 2008 kwalificatiewedstrijden tegen Malta (2x), Hongarije, Noorwegen en Turkije. Tegen Kroatië (vriendschappelijk) scoorde hij een hattrick. Samen met Elvir Bolić, Elvir Baljić en Zvjezdan Misimović is hij de enige die een hattrick scoorde voor het nationale elftal van Bosnië en Herzegovina.